# Mark van der Maarel
Mark van der Maarel (* 12. August 1989 in Arnhem, Gelderland) ist ein ehemaliger niederländischer Fußballspieler, der auf der Position des Verteidigers spielte. Er stand während seiner gesamten Karriere beim FC Utrecht unter Vertrag.

## Werdegang
Mark van der Maarel spielte in seiner Jugend für den SV Argon sowie den HFC Haarlem. Im Profibereich ist er seit 2009 in der Eredivisie für den FC Utrecht aktiv. Im Herbst 2009 gehörte er zudem bei drei Spielen dem Kader der niederländischen U21-Nationalmannschaft an, kam dort jedoch nicht zum Einsatz. In Sommer 2024 beendete er seine Karriere.